# Promeliboeus
Promeliboeus es un género de escarabajos de la familia Buprestidae.

## Especies
- Promeliboeus braunsi Obenberger, 1945
- Promeliboeus colossus Bellamy, 1989
- Promeliboeus namaquensis Bellamy, 1989
- Promeliboeus parallelicollis Obenberger, 1931
- Promeliboeus strandi Obenberger, 1924